# Gunilla Åkerström-Hougen
Ingrid Gunilla Elisabeth Åkerström-Hougen, född 6 februari 1933 i Uppsala, död 20 maj 2010 i Göteborg, var en svensk konstvetare. Hon var 1956–1959 gift med professor Frithjof Hougen.
Åkerström-Hougen, som var dotter till professor Åke Åkerström och Ingrid Moberg, blev filosofie kandidat 1965, filosofie licentiat 1970, filosofie doktor 1974 och docent vid Göteborgs universitet samma år. Avhandlingens titel är "The calendar and hunting mosaics of the Villa of the Falconer" och den publicerades av Svenska institutet i Athen. Hon var anställd på Statens historiska museum 1958–1960, forskningsassistent på institutionen för arkitekturteori vid Chalmers tekniska högskola 1961–1963, universitetslektor från 1974 och var biträdande professor i konstvetenskap vid Göteborgs universitet från 1996 till pensioneringen 1998.
Åkerström-Hougen var styrelseledamot i Statens konstmuseum samt innehade förtroendeuppdrag inom Göteborgs universitet och Göteborgs kommun. Hon författade skrifter inom områdena bysantinsk konst, senantik konst, falkjakt, bildanalys samt medverkade i radio och TV. Hon invaldes som ledamot av Kungliga Vetenskaps- och Vitterhets-Samhället i Göteborg 1994.
Åkerström-Hougen är gravsatt på Stampens kyrkogård.